# Adolfo Omodeo
Adolfo Omodeo (Palermo, 18 agosto 1889 – Napoli, 28 aprile 1946) è stato uno storico e politico italiano. Considerato uno dei grandi storici del suo tempo, s'interessò sia alla storia antica che a quella risorgimentale, a cui s'ispirò per il suo impegno politico.
Allievo di Giovanni Gentile, ruppe con il maestro a causa dell'appoggio di quest'ultimo al regime fascista, avvicinandosi a Benedetto Croce. A causa del suo ideale liberal progressista fu spesso definito come l'ultimo grande erede di Giuseppe Mazzini.

## Biografia
Si laureò in lettere e filosofia all'Università di Palermo nel 1912 sotto la guida di Giovanni Gentile con la tesi Gesù e le origini del cristianesimo, pubblicata nel 1913. Nel 1914  sposò  Eva Zona, sua compagna di studi e nel 1915 si arruolò volontario alla prima guerra mondiale e fu ufficiale d'artiglieria.
Nel 1919 iniziò a insegnare al liceo e nel 1922 divenne docente di Storia antica nell'Università di Catania. Nel 1923 passò all'Università di Napoli, dove tenne la cattedra di Storia del cristianesimo. Risultato del suo insegnamento sono i volumi dedicati agli Atti degli apostoli e alla figura di San Paolo - che insieme alla sua tesi su Gesù costituiscono la Storia delle origini cristiane (1925) - e La mistica giovannea, pubblicata nel 1930: come storico del cristianesimo l'Omodeo si rifà alla critica razionalistica tedesca e al Loisy.
Altre opere incentrate sulla storia del cattolicesimo nel secolo XIX sono Un reazionario: il conte Joseph de Maistre, 1939 e Aspetti del cattolicesimo della Restaurazione, pubblicato postumo nel 1946.
Si dedicò poi alla storia del Risorgimento difendendo le tesi del liberalismo cavouriano contro le alterazioni critiche del Risorgimento operate dagli storici monarchici e fascisti, e sviluppando la concezione crociana della storia in cui si realizza l'idea della libertà: L'età del risorgimento italiano del 1931, La leggenda di Carlo Alberto, (1940), V. Gioberti e la sua evoluzione politica, e principalmente  L'opera politica del conte di Cavour del 1942. Postumi uscirono G. Calvino e la Riforma in Ginevra, Il senso della storia e Difesa del Risorgimento.
Altri suoi scritti, notevoli per l'impostazione critica crociana, sono le raccolte di saggi Tradizioni morali e disciplina storica (1929), Figure e passioni del Risorgimento italiano (1932), e la raccolta di testimonianze storiche Momenti della vita di guerra (1934).
Nel 1925 non aveva firmato nessuno dei manifesti degli intellettuali di Gentile e di Croce, ma nel 1928 ruppe definitivamente con l'antico maestro e si avvicinò a Benedetto Croce. Della loro relazione è testimonianza l'intensa corrispondenza che scambiarono tra il 1921 e la morte di Omodeo. Nel 1931, come docente, prestò giuramento di fedeltà al fascismo imposto dal regime pena la perdita della cattedra e l'esclusione dall'insegnamento.
 
 
Questo il suo giudizio, espresso nel 1945, sulle forze armate durante il regime fascista, che lo ostacolò per le sue idee: 
Dopo il 25 luglio 1943 Omodeo divenne rettore dell'Università di Napoli, e caldeggiato dal suo maestro Benedetto Croce, s'iscrisse al Partito d'Azione. Dall'aprile al giugno 1944 fu ministro dell'educazione nazionale (che con lui riprese la denominazione di "Ministero della pubblica istruzione") nel secondo governo Badoglio. Dal 1945 al 1946 fu membro della Consulta nazionale.
Fu socio dell'Accademia dei Lincei e condirettore, insieme al suo grande amico Luigi Russo, della rivista Belfagor.
Morì nel 1946. L'Istituto italiano per gli studi storici possiede la sua biblioteca.

## Omaggi
- Gli sono state intitolate vie ad Avellino, Bari, Milano, Napoli, Pisa, Ravenna e Roma.